# Cincinnati
Cincinnati je město na jihozápadě státu Ohio v USA. Rozkládá se na pravém břehu stejnojmenné řeky.

## Dějiny
Město bylo založeno prvními osadníky v roce 1788 pod názvem „Losantiville“, od roku 1790 je používán nynější název města, odvozený od římského vojevůdce a politika Cincinnata. V roce 1819 bylo Cincinnati povýšeno na město, k jeho dalšímu rozvoji významně přispěla výstavba průplavu mezi řekou Ohio a jezerem Erie, zahájená v roce 1825. V roce 1836 byla do města zavedena železnice, v roce 1853 zde vznikl první plně profesionální hasičský sbor v USA.

## Demografie
Podle sčítání lidu z roku 2020 zde žilo 309 317 obyvatel. Cincinnati je třetí nejlidnatější město ve státě Ohio a 65. v USA.
V roce 1950 dosáhlo Cincinnati nejvyššího počtu obyvatel (503 998), poté při každém sčítání lidu v letech 1960–2010 počet obyvatel klesal. Na konci 20. století způsobila restrukturalizace průmyslu úbytek pracovních míst. V roce 2020 žilo ve městě 309 317 obyvatel, což představuje 4,2% nárůst oproti roku 2010.
Podle odhadu z roku 2022 měla metropolitní oblast Cincinnati–Middletown–Wilmington 2 265 051 obyvatel, což z ní činilo 30. největší metropolitní oblast v zemi.
| Rok            | 1800    | 1810    | 1820    | 1830    | 1840    | 1850    | 1860    | 1870    | 1880    | 1890    | 1900    | 1910    |
| -------------- | ------- | ------- | ------- | ------- | ------- | ------- | ------- | ------- | ------- | ------- | ------- | ------- |
| Počet obyvatel | 850     | 2 540   | 9 642   | 24 831  | 46 338  | 115 435 | 161 044 | 216 239 | 255 139 | 296 908 | 325 902 | 363 591 |
| Rok            | 1920    | 1930    | 1940    | 1950    | 1960    | 1970    | 1980    | 1990    | 2000    | 2010    | 2020    | 2022    |
| Počet obyvatel | 401 247 | 451 160 | 455 610 | 503 998 | 502 550 | 452 525 | 385 460 | 364 040 | 331 285 | 296 945 | 309 317 | 309 513 |

### Rasové složení
- 50,3 % bílí Američané
- 41,4 % Afroameričané
- 0,1 % američtí indiáni
- 2,2 % asijští Američané
- 0,1 % pacifičtí ostrované
- 1,2 % jiná rasa
- 4,6 % dvě nebo více ras

Obyvatelé hispánského nebo latinskoamerického původu, bez ohledu na rasu, tvořili 4,2 % populace.

## Ekonomika
Cincinnati má 26. největší ekonomiku ve Spojených státech a pátou největší na Středozápadě po Chicagu, Minneapolis–St. Paul, Detroitu a St. Louis. V roce 2016 bylo Cincinnati nejrychleji rostoucím ekonomickým kapitálem Středozápadu. Hrubý domácí produkt regionu v roce 2015 činil 127 miliard dolarů. Mediánová cena domů je 158 200 dolarů a životní náklady v Cincinnati jsou o 8 % nižší než celostátní průměr. V červnu 2023 činila míra nezaměstnanosti 3,9 %.
V Cincinnati sídlí několik společností z žebříčku Fortune 500, například Procter & Gamble, The Kroger Company a Fifth Third Bank. Společnost General Electric má v Cincinnati sídlo svého globálního operačního centra. Společnost Kroger Company zaměstnává 21 646 lidí, což z ní činí největšího zaměstnavatele ve městě, a druhým největším zaměstnavatelem je University of Cincinnati s 16 000 zaměstnanci.

## Sport
- National Football League: Cincinnati Bengals
- Major League Baseball: Cincinnati Reds
- Major League Soccer: FC Cincinnati
- National Hockey League: Cincinnati Cyclones
- Big East Conference: Xavier Musketeers

## Doprava
Cincinnati má nadprůměrné procento domácností bez auta. V roce 2015 postrádalo automobil 19,3 % domácností a v roce 2016 se toto číslo mírně zvýšilo na 21,2 %. Celostátní průměr činil v roce 2016 8,7 procenta. V Cincinnati připadalo v roce 2016 na jednu domácnost v průměru 1,3 automobilu, zatímco celostátní průměr činil 1,8.
Rozvoj systému lehké železnice je pro Cincinnati již dlouho cílem a v průběhu mnoha desetiletí se objevilo několik návrhů. Město se rychle rozrůstalo během tramvajové éry na konci 19. století a na počátku 20. století. Počet cestujících veřejnou dopravou již několik desetiletí klesá. V roce 1916 bylo odhlasováno vynaložení 6 milionů dolarů na výstavbu metra v Cincinnati. Metro bylo plánováno jako 26 km dlouhá smyčka z Downtownu do Oakley a zpět do východní části Downtownu. První světová válka v roce 1920 stavbu zpozdila a inflace zvýšila náklady, takže část v Oakley nebyla nikdy postavena. Starosta Seasongood, který nastoupil do úřadu později, tvrdil, že dokončení systému by stálo příliš mnoho peněz.

### Hromadná doprava
Dne 9. září 2016 byla uvedena do provozu tramvajová linka Connector. Do Cincinnati jezdí meziměstský osobní vlak Cardinal společnosti Amtrak, který přes terminál Cincinnati Union Terminal jezdí třikrát týdně v každém směru mezi Chicagem a New Yorkem. Cincinnati obsluhují dopravní podniky Southwest Ohio Regional Transit Authority (SORTA), Transit Authority of Northern Kentucky (TANK) a Clermont Transportation Connection. Společnosti SORTA a TANK provozují převážně dieselové autobusy o délce (12 m), některé linky však obsluhují delší kloubové autobusy nebo autobusy s hybridním motorem. Autobusy SORTA jezdí pod názvem „Metro“ a místní obyvatelé je tak i označují. V letech 2012–2016 byla v Cincinnati vybudována tramvajová linka v centru města a v oblasti Over-the-Rhine. Tato moderní verze tramvajové linky byla zprovozněna v září 2016. Projekt Cincinnati Streetcar se potýkal se zpožděním výroby kolejových vozidel a počátečními problémy s financováním, ale v polovině roku 2016 byl dokončen včas a v rámci rozpočtu. Dnes se tramvaj může pochlubit více než 3,6 míle dlouhou tratí a 16 hodinami provozu denně (ve všední dny).

### Letecká doprava
Město obsluhuje Cincinnati/Northern Kentucky International Airport, které se ve skutečnosti nachází v Hebronu ve státě Kentucky. Letiště obsluhuje především společnost Allegiant Air a slouží jako uzel společností Amazon Air a DHL Aviation. Kromě toho společnost Delta nabízí každodenní nonstop lety do Paříže. Letiště Cincinnati Lunken nabízí denní provoz komerčních charterových letů. Letiště slouží jako uzel pro společnosti Ultimate Air Shuttle a Flamingo Air.

## Média

### Noviny
V Cincinnati působí deník The Cincinnati Enquirer, který byl založen v roce 1841. Ve městě vychází několik alternativních, týdenních a měsíčních publikací, mezi něž patří bezplatné tištěné časopisy CityBeat a La Jornada Latina. Městský afroamerický týdeník The Cincinnati Herald založil v roce 1955 Gerald Porter a v roce 1996 jej odkoupila společnost Sesh Communications.

### Televize
Podle společnosti Nielsen Media Research je Cincinnati 36. největším televizním trhem v USA. Ze Cincinnati vysílá 12 televizních stanic. Mezi hlavní komerční stanice patří WLWT 5 (NBC), WCPO-TV 9 (ABC), WKRC-TV 12 (CBS, CW), WXIX-TV 19 (Fox), WSTR-TV 64 (MyNetworkTV) a WBQC-LD 25 (Block Broadcasting). Kanál WCET 48, nyní známý jako CET, je nejstarší veřejnoprávní televizní stanicí s licencí ve Spojených státech (licence byla vydáná v roce 1951).

### Rádio
Od září 2022 je Cincinnati 33. největším rozhlasovým trhem v USA s odhadovaným počtem 1,8 milionu posluchačů ve věku 12 let a více. Mezi hlavní provozovatele rozhlasových stanic patří společnosti iHeartMedia a Cumulus Media. Stanice WLW a WCKY jsou čistě kanálové stanice, které vysílají s výkonem 50 000 wattů a v noci pokrývají většinu východní části USA. Cincinnati Public Radio patří zpravodajská stanice WVXU (členská stanice NPR) a stanice WGUC, která vysílá klasickou hudbu.

## Slavní rodáci
- William Howard Taft (1857–1930), 27. prezident Spojených států amerických v letech 1909–1913
- Theda Bara (1885–1955), americká herečka éry němého filmu
- William DeHart Hubbard (1903–1976), americký atlet, olympijský vítěz ve skoku do dálky z LOH 1924
- Roy Rogers (1911–1998), americký zpěvák, kytarista a herec
- Doris Dayová (1922–2019), americká zpěvačka, filmová herečka a bojovnice za práva zvířat
- Thomas Samuel Kuhn (1922–1996), americký filosof, fyzik, teoretik vědy, zavedl termín "paradigma"
- Karl Henize (1926–1993), americký astronaut
- Charles Manson (1934–2017), americký zločinec, zakladatel „Manson Family“
- Ted Turner (* 1938), americký mediální magnát, zakladatel CNN
- Steven Spielberg (* 1946), americký režisér, filmový producent a scenárista, spoluzakladatel produkční společnosti DreamWorks
- Rob Portman (* 1955), americký právník a politik, od roku 2011 úřadující senátor Senátu USA za stát Ohio
- Katt Williams (* 1971), americký stand-up komik, herec a rapper
- David Payne (* 1982), bývalý americký atlet, specialista na běh na 110 metrů překážek, dvojnásobný medailista z mistrovství světa a stříbrný medailista z LOH 2008
- Andy Biersack (* 1990), americký zpěvák, zakladatel glammetalové skupiny Black Veil Brides
- Nicole Gibbsová (* 1993), americká profesionální tenistka
- Caty McNallyová (* 2001), americká profesionální tenistka

## Partnerská města
- Ammán, Jordánsko
- Gifu, Japonsko
- Harare, Zimbabwe
- Charkov, Ukrajina
- Liou-čou, Čína
- Mnichov, Německo
- Maisúr, Indie
- Nancy, Francie
- Nová Tchaj-pej, Tchaj-wan

## Galerie

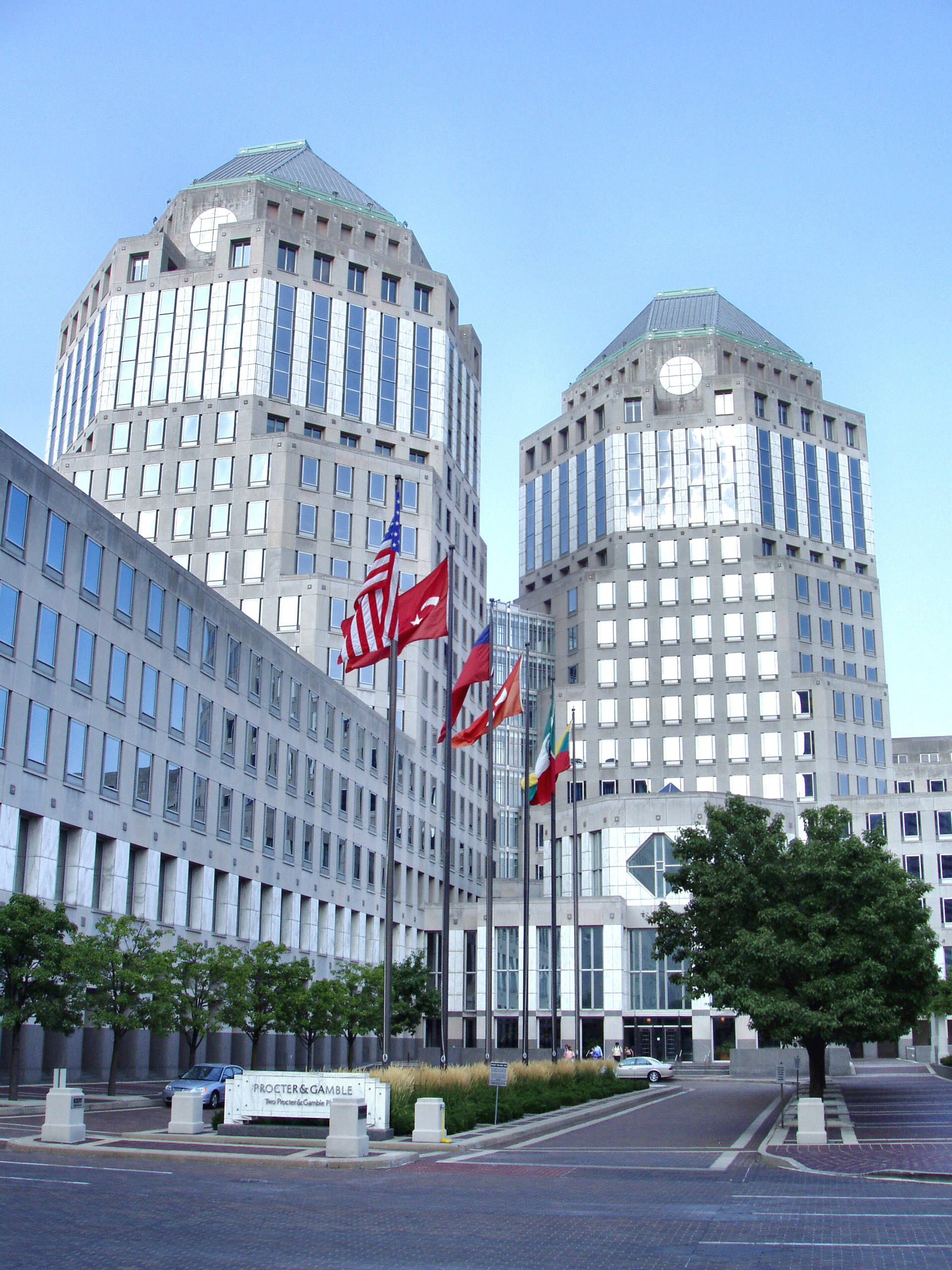
Budova sídla společnosti Procter & Gamble
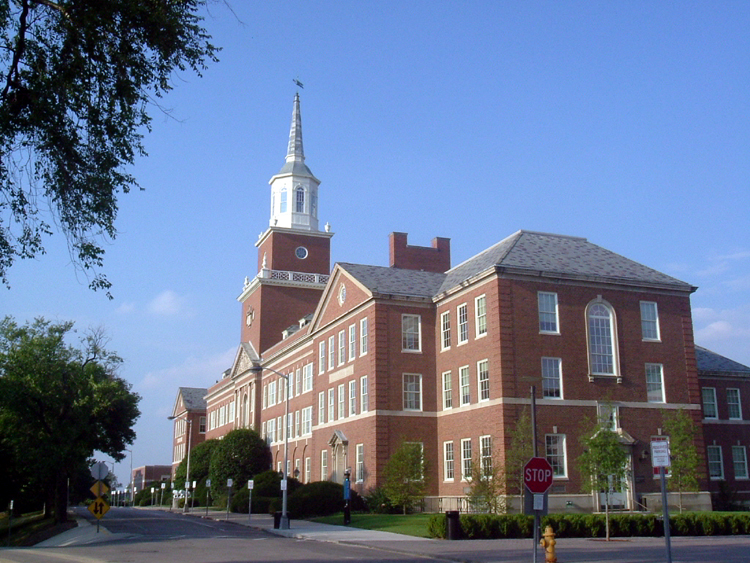
University of Cincinnati
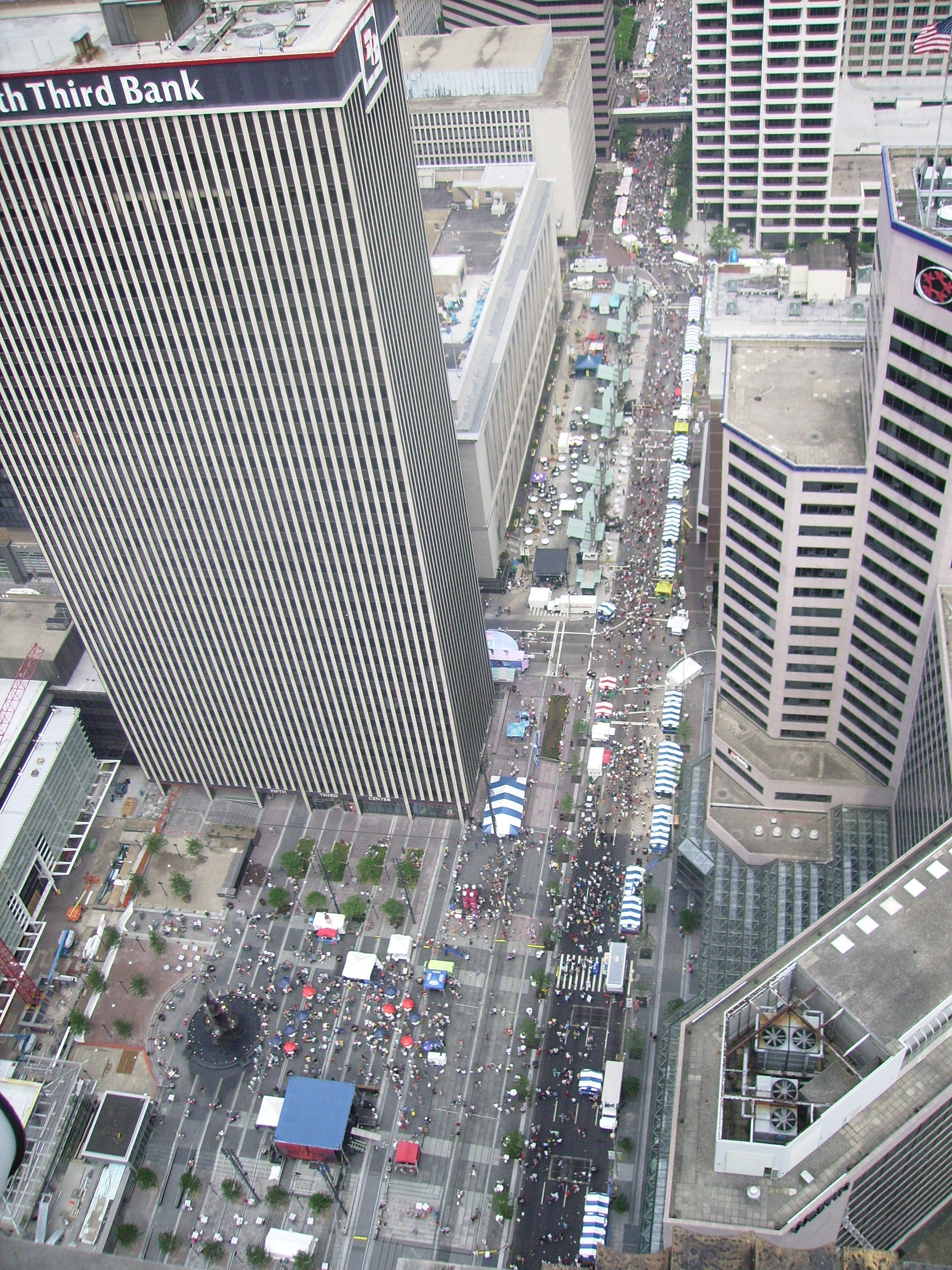
Taste of Cincinnati – nejdéle trvající festival kulinářského umění ve Spojených státech
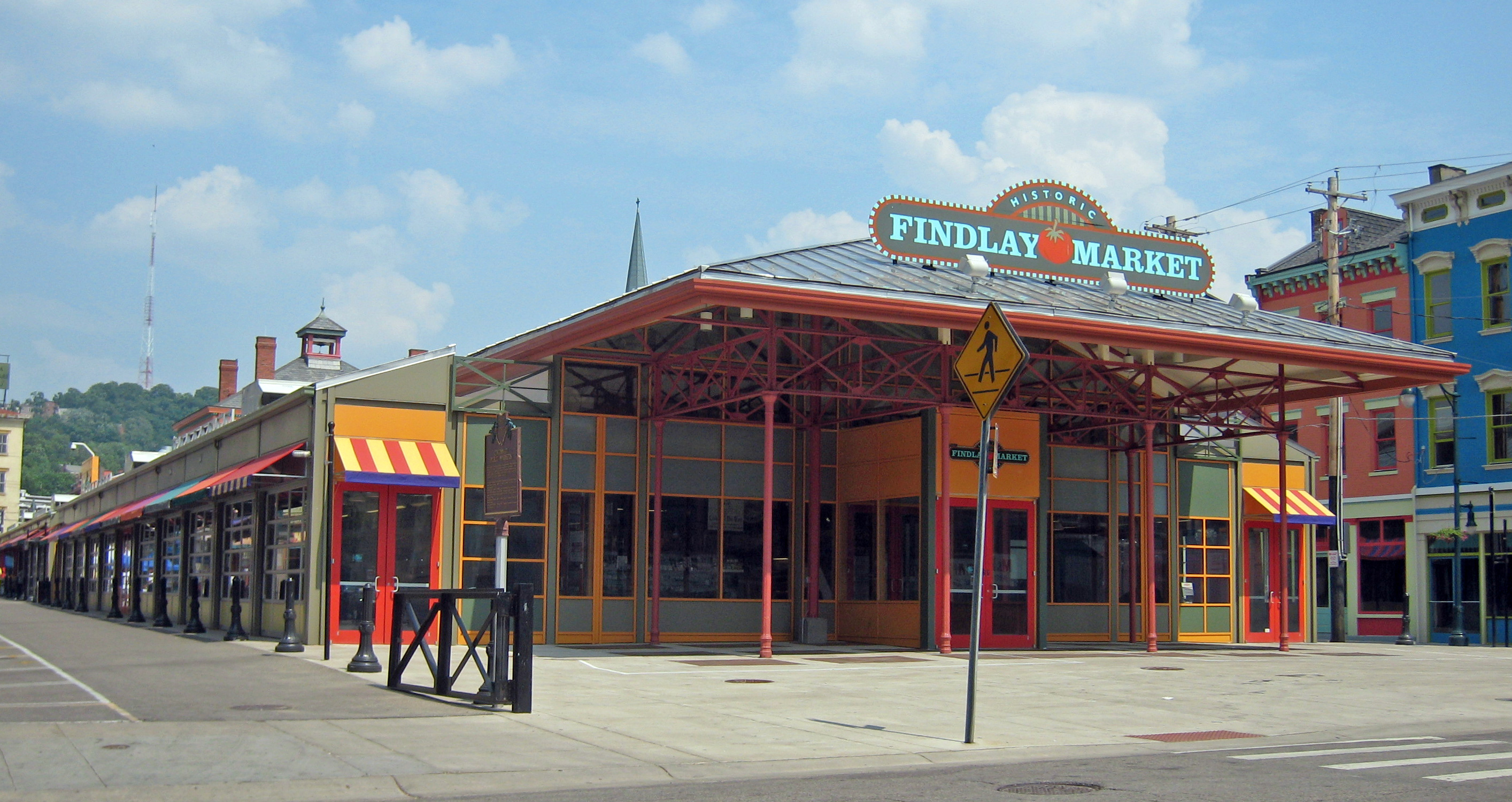
Findlay Market – nejstarší fungující trh v Ohiu
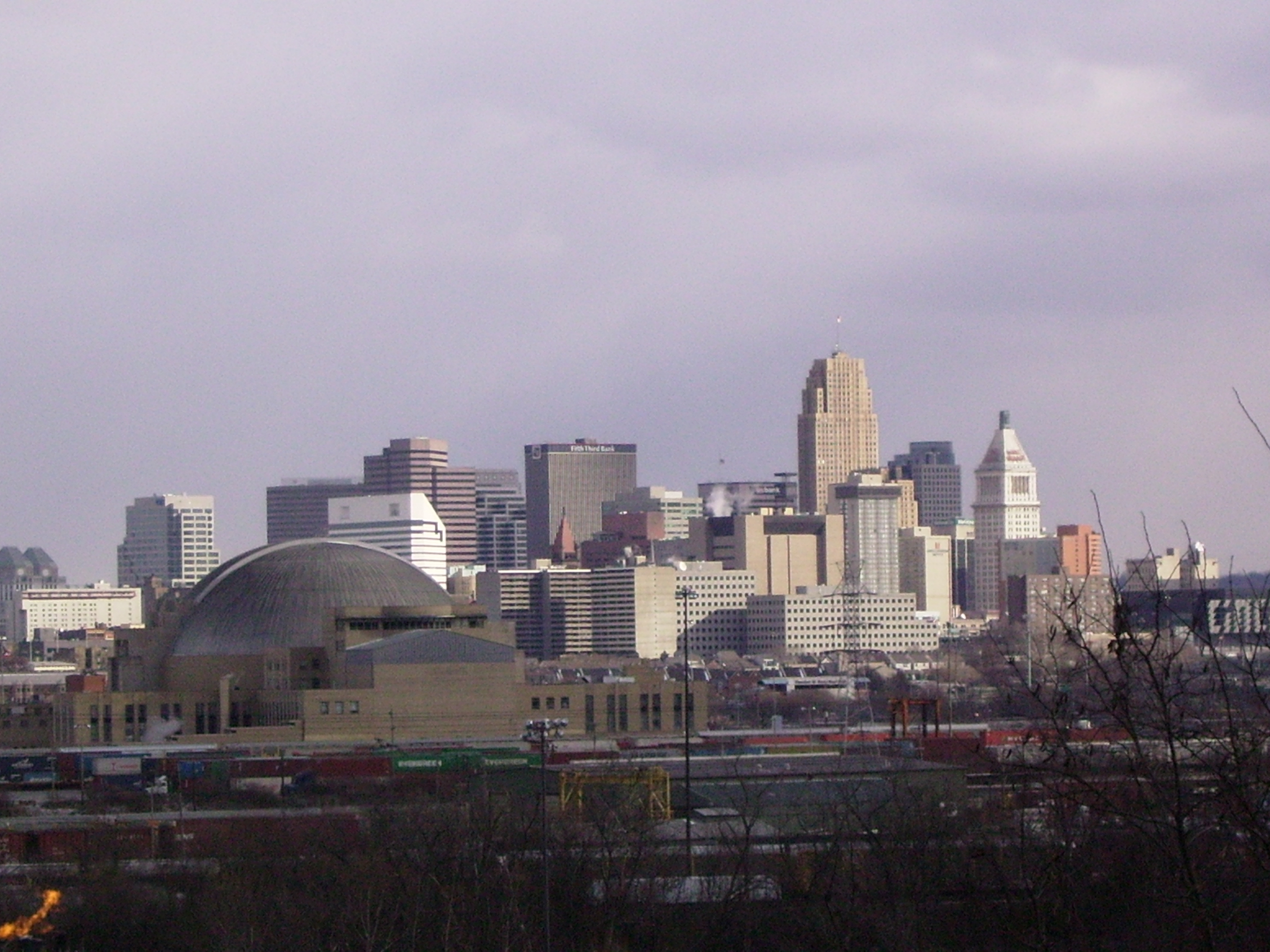
Terminál Union Cincinnati
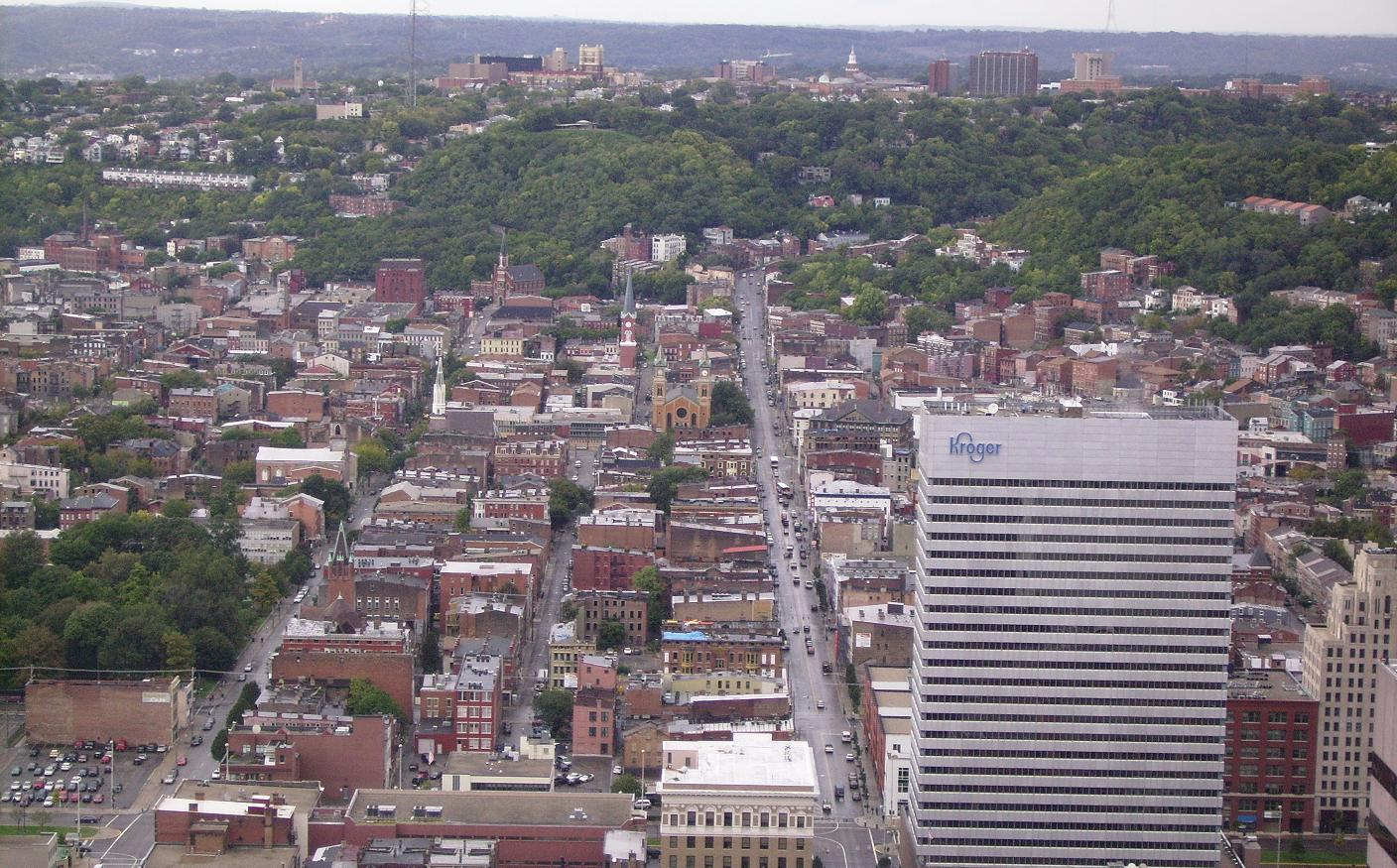
Over-the-Rhine – čtvrť v Cincinnati
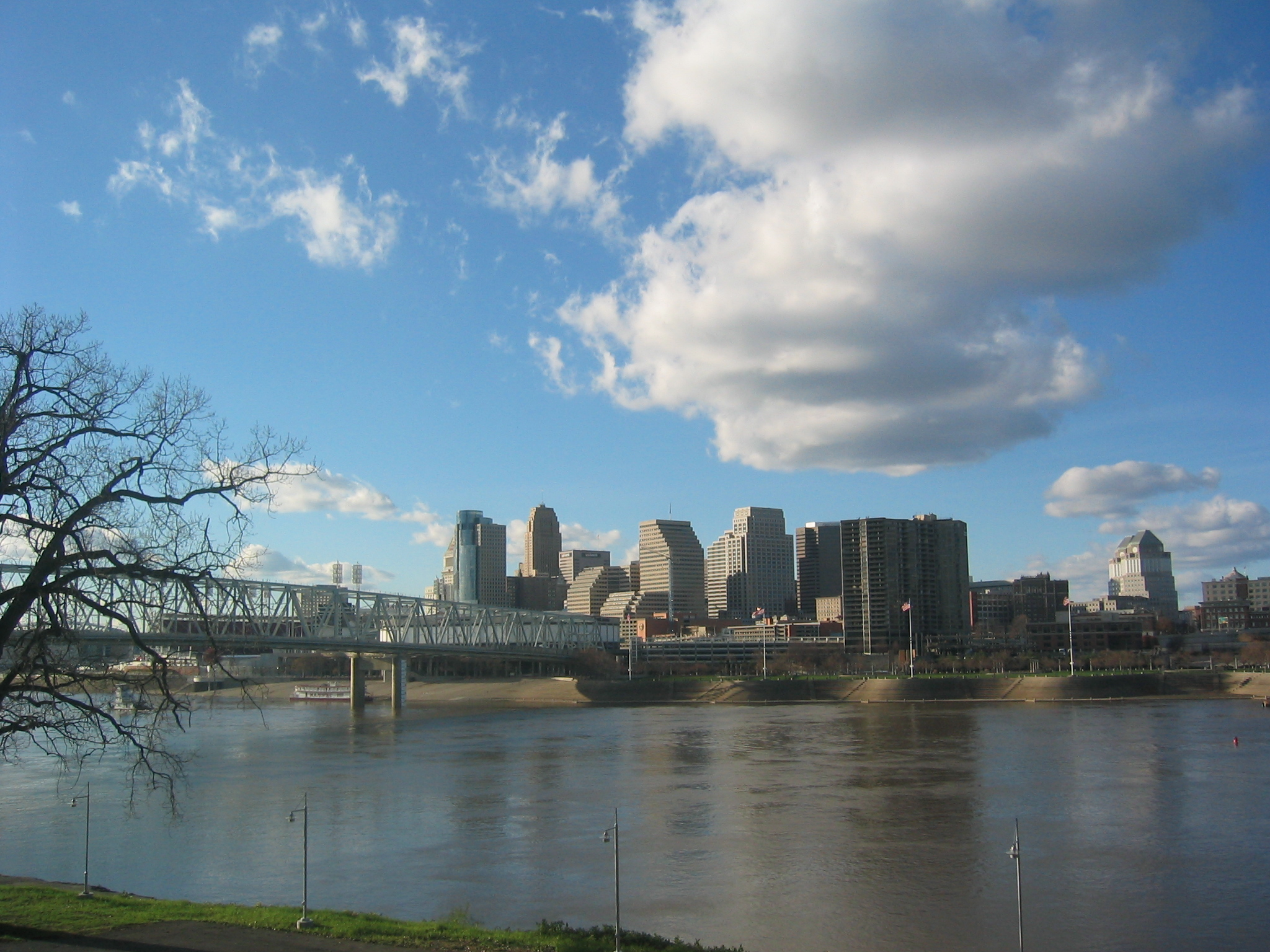
Panorama Cincinnati